# Eddy Martin
Eddy Martin, all'anagrafe Edward Martin (10 settembre 1990), è un attore statunitense.

## Biografia
È conosciuto per il suo ruolo nel film Un allenatore in palla e per quello di Joaquin, un amico di Lil' JJ, nella serie Nickelodeon Just Jordan).
È anche musicista e canta in diversi generi di musica tra cui mariachi, ballad, e pop. Suona la batteria, pianoforte e scrive la sua musica.
Ha recitato nel film The Maldonado Miracle, diretto da Salma Hayek, in cui interpretato il ruolo di Jose Maldonado, un ragazzo solitario e problematico alla ricerca di suo padre.
Aveva anche una parte importante nella serie American Family, diretta da Gregory Nava.
Eddy interpreta Thad Harwood, un membro degli Usignoli nella serie tv Glee.
Ha una sorella più piccola, Giselle Martin.

## Filmografia

### Cinema
- Spanglish - Quando in famiglia sono in troppi a parlare, regia di James L. Brooks (2004)
- Un allenatore in palla, regia di Steve Carr (2005)
- Drillbit Taylor - Bodyguard in saldo, regia di Steven Brill (2008)
- Hansel e Gretel e la strega della foresta nera, regia di Duane Journey (2013)

### Televisione
- Senza traccia - serie TV, 1 episodio (2003)
- Heartland - serie TV, 1 episodio (2007)
- Just Jordan - serie TV, 30 episodi (2007-2008)
- Dexter - serie TV, 2 episodi (2010)
- Glee - serie TV, 10 episodi (2010-2012)
- Non sono stato io - serie TV, 1 episodio (2015)
- Castle - serie TV, episodio 8x03 (2015)

## Doppiatori italiani
- Gabriele Patriarca in Glee
- Flavio Aquilone in Hansel e Gretel e la strega della foresta nera